# Calydna catana
Calydna catana is een vlindersoort uit de familie van de prachtvlinders (Riodinidae), onderfamilie Riodininae.
Calydna catana werd in 1859 beschreven door Hewitson.